# 沙德利·本·杰迪德
沙德利·本·杰迪德（阿拉伯語：شاذلي بن جديد；Chadli Ben-Djedid；1929年4月14日—2012年10月6日）是阿爾及利亞第三任總統。他自1979年2月9日起擔任總統，並將民主引進阿爾及利亞政府機構，獲全民肯定，但1992年1月11日被推翻。2012年10月6日他因癌症逝世，享寿83歲。

## 早年经历
沙德利·本·杰迪德於1929年4月14日在當時仍是法國領土、今日阿爾及利亞的塔里夫省布特勒贾出生。之後加入法國軍隊成為士官，參與法越战争。1954年加入阿爾及利亞民族解放軍，參與阿尔及利亚战争。作為胡阿里·布邁丁的追隨者，本·杰迪德於1964年掌握瓦赫蘭地區的軍事控制權。獨立後，他不斷升職，於1964年成為了第二軍區的領導，1969年升任上校。

## 晚年生活
1992年1月，本·杰迪德下台後，刻意與政局保持距離。不過，他2008年末在家鄉塔里夫省一個論壇發表了一篇具爭議的公開演說，再度為公眾所注意。

## 逝世
2012年1月，本·杰迪德於巴黎接受癌症治療入院，到同年5月及10月再度入院。10月3日，本·杰迪德被送進阿爾及爾艾因納賈一所軍醫院的深切治療部。10月6日，國營媒體公布了他去世的消息。

## 外部連結
- Biography from rulers.org （页面存档备份，存于）